# パディ・ピンブレット
パディ・ピンブレット（Paddy Pimblett、1995年1月3日 - ）は、イギリスの男性総合格闘家。マージーサイド州リヴァプール出身。ネクスト・ジェネレーションMMA所属。UFC世界ライト級ランキング7位。元Cage Warriorsフェザー級王者。

## 来歴
15歳の時にUFC 103のビクトー・ベウフォートとリッチ・フランクリンの試合を観て総合格闘技に興味を持ち、1週間後に地元のジムで総合格闘技のトレーニングを始めた。

### 総合格闘技
2012年、 17歳でプロ総合格闘技デビュー。2016年にCage Warriorsフェザー級王座を獲得し、19戦16勝の戦績を残した。

### UFC
2021年9月4日、UFC初参戦となったUFC Fight Night: Brunson vs. Tillでルイージ・ベンドラミニと対戦し、右フックで1RKO勝ち。パフォーマンス・オブ・ザ・ナイトを受賞した。
2022年3月19日、UFC Fight Night: Volkov vs. Aspinallでカズラ・バルガスと対戦し、リアネイキドチョークで1R一本勝ち。2試合連続のパフォーマンス・オブ・ザ・ナイトを受賞した。
2022年7月23日、UFC Fight Night: Volkov vs. Aspinallでジョーダン・レビットと対戦し、リアネイキドチョークで2R一本勝ち。3試合連続のパフォーマンス・オブ・ザ・ナイトを受賞した。
2022年12月10日、UFC 282でジャレッド・ゴードンと対戦し、3-0の判定勝ち。しかし、海外のMMAメディアサイトの採点で24人中23人の記者がゴードンの勝利を支持するなど物議を醸す判定となった。この試合は西海岸のネバダ州で行われたが、ジャッジの1人が前日に東海岸のコネチカット州で行われたBellator 289でジャッジを務めてから一晩でネバダ州まで長距離移動していたことが判明し、このためカリフォルニア州アスレチック・コミッションは、1日で長距離を移動してジャッジ及びレフェリーを務めることを禁止するルールを制定した。
2023年12月16日、UFC 296で元UFC世界ライト級暫定王者トニー・ファーガソンと対戦し、3-0の判定勝ち。
2024年7月27日、UFC 304でライト級ランキング15位のキング・グリーンと対戦し、三角絞めで1Rテクニカル一本勝ち。パフォーマンス・オブ・ザ・ナイトを受賞した。
2025年4月12日、UFC 314でライト級ランキング7位のマイケル・チャンドラーと対戦し、グラウンドの肘打ち連打で3RTKO勝ち。2試合連続のパフォーマンス・オブ・ザ・ナイトを受賞した。

## 人物・エピソード
- Cage Warriors 78、Cage Warriors 90では桜庭和志モデルのバーリトゥード・ショーツを着用して試合を行った[11]。
- 社会主義者を自称しており、反保守党を公言している。また、ヒルズボロの悲劇に関して虚偽報道をしたイギリスの大衆紙『ザ・サン』のリヴァプール市内でのボイコットを提唱している[12]。
- ピンブレットがUFCでデビューする時にジョージア人ファイターのグラム・クタテラーゼから挑発されたことをきっかけにTwitterでイリア・トプリア等のジョージア人ファイターと言い合いとなり[13]、「こいつらジョージア人はどれだけ馬鹿なんだ。ロシア人がこいつらの生命を脅かすのも無理もない」と南オセチア紛争を揶揄するようなツイートをしたことが物議を醸し[14]、ピンブレットはツイートを削除し謝罪したが、2022年3月にロンドンのホテルでトプリアと鉢合わせた際に殴りかかられ乱闘寸前になった[15][16]。
- 155ポンド（約70kg）リミットのライト級を主戦場にしているが、ナチュラルウェイトは200ポンド（約90kg）前後ある[17][18]。
- 尊敬する総合格闘家としてアントニオ・ホドリゴ・ノゲイラを挙げている[19]。
- 同じく元Cage Warriors王者でUFCへ参戦しているモリー・マッキャンとは親友同士である[20]。

## 戦績
| 総合格闘技 戦績 | 総合格闘技 戦績 | 総合格闘技 戦績 | 総合格闘技 戦績 | 総合格闘技 戦績 | 総合格闘技 戦績 | 総合格闘技 戦績 |
| --------------- | --------------- | --------------- | --------------- | --------------- | --------------- | --------------- |
| 26 試合         | (T)KO           | 一本            | 判定            | その他          | 引き分け        | 無効試合        |
| 23 勝           | 7               | 10              | 6               | 0               | 0               | 0               |
| 3 敗            | 0               | 1               | 2               | 0               | 0               | 0               |

| 勝敗 | 対戦相手                 | 試合結果                              | 大会名                                                      | 開催年月日     |
| ○    | マイケル・チャンドラー   | 3R 3:07 TKO（グラウンドの肘打ち連打） | UFC 314: Volkanovski vs. Lopes                              | 2025年4月12日  |
| ○    | キング・グリーン         | 1R 3:22 三角絞め                      | UFC 304: Edwards vs. Muhammad 2                             | 2024年7月27日  |
| ○    | トニー・ファーガソン     | 5分3R終了 判定3-0                     | UFC 296: Edwards vs. Covington                              | 2023年12月16日 |
| ○    | ジャレッド・ゴードン     | 5分3R終了 判定3-0                     | UFC 282: Błachowicz vs. Ankalaev                            | 2022年12月10日 |
| ○    | ジョーダン・レビット     | 2R 2:46 リアネイキドチョーク          | UFC Fight Night: Blaydes vs. Aspinall                       | 2022年7月23日  |
| ○    | カズラ・バルガス         | 1R 3:50 リアネイキドチョーク          | UFC Fight Night: Volkov vs. Aspinall                        | 2022年3月19日  |
| ○    | ルイージ・ベンドラミニ   | 1R 4:25 KO（右フック）                | UFC Fight Night: Brunson vs. Till                           | 2021年9月4日   |
| ○    | ダビデ・マルティネス     | 1R 1:37 リアネイキドチョーク          | Cage Warriors 122                                           | 2021年3月20日  |
| ○    | デッキー・ダルトン       | 1R 2:51 TKO（パウンド）               | Cage Warriors 113                                           | 2020年3月20日  |
| ×    | ソレン・バク             | 5分5R終了 判定0-3                     | Cage Warriors 96 【CWフェザー級王座決定戦】                 | 2018年9月2日   |
| ○    | アレクシス・サビディス   | 2R 0:35 腕ひしぎ三角固め              | Cage Warriors 90                                            | 2018年2月25日  |
| ×    | ナド・ナリマニ           | 5分5R終了 判定0-3                     | Cage Warriors 82 【CWFCフェザー級タイトルマッチ】           | 2017年4月2日   |
| ○    | ジュリアン・エローサ     | 5分5R終了 判定3-0                     | Cage Warriors: Unplugged 1 【CWFCフェザー級タイトルマッチ】 | 2016年11月13日 |
| ○    | ジョニー・フラケイ       | 1R 1:35 TKO（右ストレート→パウンド）  | Cage Warriors 78 【CWFCフェザー級タイトルマッチ】           | 2016年9月11日  |
| ○    | テディ・バイオレット     | 2R 2:28 リアネイキドチョーク          | Cage Warriors 77                                            | 2016年7月9日   |
| ○    | アシュレイ・グリムショー | 5分3R終了 判定3-0                     | Cage Warriors 75                                            | 2016年4月16日  |
| ○    | ミゲル・ハロ             | 1R 4:46 リアネイキドチョーク          | FCC 13 【FCCフェザー級タイトルマッチ】                      | 2015年6月21日  |
| ○    | ケビン・ペッシ           | 2R 1:56 リアネイキドチョーク          | FCC 12 【FCCフェザー級王座決定戦】                          | 2015年3月29日  |
| ○    | スティーブン・マーティン | 1R 5:00 TKO（ドクターストップ）       | CWFC 73                                                     | 2014年11月2日  |
| ○    | コンラド・ヘイズ         | 1R 3:17 腕ひしぎ三角固め              | Cage Warriors 68                                            | 2014年5月4日   |
| ○    | マーティン・シェリダン   | 5分3R終了 判定3-0                     | Cage Warriors 65                                            | 2014年3月2日   |
| ×    | キャメロン・エルス       | 1R 0:35 アナコンダチョーク            | Cage Warriors 60                                            | 2013年10月5日  |
| ○    | フロリアン・カラン       | 5分3R終了 判定3-0                     | Cage Warriors 56                                            | 2013年7月6日   |
| ○    | ジャック・ドラブル       | 1R 0:21 TKO（パンチ連打）             | OMMAC 17                                                    | 2013年6月2日   |
| ○    | ダギー・スコット         | 1R 2:09 三角絞め                      | CC: Cage Contender Fight Stars                              | 2012年12月1日  |
| ○    | ネイサン・トンプソン     | 1R 1:51 TKO（パウンド）               | OMMAC 15                                                    | 2012年10月16日 |

## 獲得タイトル
- 第7代Cage Warriorsフェザー級王座（2016年）

## 表彰
- UFCパフォーマンス・オブ・ザ・ナイト（5回）